# 北町若木トンネル
北町若木トンネル（きたまちわかぎトンネル）は、東京都道311号環状八号線の道路トンネル。2006年（平成18年）5月28日に開通した。なお、ここでは練馬北町陸橋についても記す。

## 概要
当初は2006年（平成18年）3月末開通とされていたが、結局工期は約2か月延びた。
環状八号線に最後に残された2つの未成区間の内、練馬区北町一丁目から板橋区若木三丁目間の区間の開通のために掘削された。トンネルの両側で大きく高低差がある地形の為、低地である若木側から進入する際は道路がそのまま丘に突っ込むような形状となっている。
トンネルは南側で国道254号（川越街道）をオーバーパスする練馬北町陸橋と接続しており、旧川越街道の手前から地下に入る。東武東上線をアンダーパスしたのち、そのまま若木側の谷地に到達する。東武東上線北側（板橋区側）のトンネル上、地上部分には換気施設が設けられている。

### 練馬北町陸橋
北町若木トンネルの開通に先立って、その南方向の川越街道との交差部に「練馬北町陸橋」（約0.4㎞）も架けられている。　ただこの陸橋などができたことで富士山の眺望が遮られた。